# Orla Prendergast
Orla Prendergast (* 1. Juni 2002 in Irland) ist eine irische Cricketspielerin, die seit 2019 für die irische Nationalmannschaft spielt.

## Kindheit und Ausbildung
Prendergast durchlief die irischen Altersklassenteams vom U15-Level an. Neben Cricket spielte sie in ihrer Jugend Fußball und Hockey.

## Aktive Karriere
Prendergast gab ihr Debüt in der Nationalmannschaft im August 2019 bei einem Vier-Nationen-Turnier in den Niederlanden gegen den Gastgeber. Im Oktober 2021 absolvierte sie bei der Tour in Zimbabwe ihr WODI-Debüt. Im September 2022 gelang ihr in der WTwenty20-Serie in Schottland ihr erstes Fifty über 75* Runs, wofür sie als Spielerin des Spiels ausgezeichnet wurde. Beim darauf folgenden ICC Women’s T20 World Cup Qualifier 2022 gelang ihr ebenfalls gegen Schottland ein Half-Century über 55 Runs. Im November reiste sie mit dem Team nach Pakistan, wo ihr im ersten WTwenty20 3 Wickets für 10 Runs als Bowlerin gelangen und sie als Spielerin des Spiels ausgezeichnet wurde.